# すごいよ☆花林ちゃん!
『すごいよ☆花林ちゃん！』（すごいよ かりんちゃん）は、2017年11月17日からニコニコチャンネルと連携した形でニコニコ生放送にて配信されているインターネットラジオ番組。パーソナリティは声優の高橋花林。

## 概要
2017年11月17日よりニコニコチャンネル「セカンドショットちゃんねる」で配信開始された、高橋花林がパーソナリティを務める映像付きのラジオ番組。内容は番組公式X（旧・Twitter）のフォロワー数と番組内での高橋の挑戦をそれぞれレベルアップ方法としたものである。
ニコニコチャンネルでは配信直後にアフタートーク、および1週間のタイムシフト期間終了後に完全版のアーカイブが有料会員限定で公開されている。

## 配信時間
配信開始から2019年3月29日まで
毎週金曜日 22:30 - 23:00
2019年4月2日から2024年4月30日まで
毎週火曜日 23:00 - 23:30
YouTubeの「セカンドショットちゃんねる」でも本編のみ同時配信されており、水曜日14:00に前日に配信した「本放送」のアーカイブを公開。
2024年5月14日から
隔週火曜日 23:00 - 23:30
YouTubeでも本編のみ同時配信は継続。隔週水曜日14:00に前日に配信した「本放送」のアーカイブを公開。
2024年6月8日から受けたニコニコサービスへのサイバー攻撃の影響により、ニコニコサービス全体が利用できなくなったため、本配信は第330回（2024年6月11日配信）はYouTubeのみとなり、第331回（2024年6月25日配信）よりニコニコ生放送の代替配信はOPENREC.tvとなった。また、ニコニコチャンネル会員向けの完全版アーカイブおよびアフタートークはニコニコサービス復旧後に公開される予定だったが、大規模メンテナンスが長期となったため、期間中の完全版アーカイブとアフタートークはOPENREC.tvに一時的に移行し、OPENRECサブスク限定で公開されるようになった。

### 特記事項
すごいよ☆花林ちゃん！ お誕生日生放送！
2021年9月9日に配信。ゲストは篠田みなみとゴー☆ジャス。

## ゲスト
- 第8回 - 深川芹亜
- 第82回 - 都丸ちよ
- 第86回 - 日岡なつみ
- 第147回 - 鈴木絵理
- 第200回 - 高田憂希
- 第203回 - 長江里加
- 第206回 - 赤尾ひかる
- 第225回 - 井澤美香子
- 第236回 - 下地紫野
- 第255回 - 豊田萌絵
- 第264回 - 和多田美咲
- 第316回 - 第319回 立花日菜
- 第336回 - 鹿野優以

## 主なコーナー
ふつおた
メールで募集したお便りを読む。
番組冒頭の2択の質問
番組冒頭で紹介する「どちらが好き？」という質問を募集する。
カラオケコーナー
歌ってほしい曲を募集し、それを高橋が熱唱する。
マッカートさんの応援
高橋が演じるギタリストのカリン・マッカートが視聴者の悩みに対して即興のギター演奏と歌で応援していく。
アテレコ選手権
お題となる写真から党員（視聴者）にアテレコ台詞を考えてもらう。1番面白かったアテレコ台詞を送った視聴者にはステッカーがプレゼントされる。

## イベント
すごいよ☆花林ちゃん！第1回党員集会
2019年4月27日に南大塚ホールにて開催。ゲストは都丸ちよと日岡なつみ。
すごいよ☆花林ちゃん！ バースデーイベント
2019年9月9日に新宿MARZにて開催。ニコニコ生放送でも配信された。ゲストは都丸ちよと日岡なつみ。
すごいよ☆花林ちゃん！第2回党員集会
2023年7月30日に星陵会館にて開催。ゲストは長江里加と和多田美咲。
すごいよ☆花林ちゃん！第3回党員集会
2024年6月9日に星陵会館にて開催。ゲストは長江里加と和多田美咲。
すごいよ☆花林ちゃん with ゴゴゴゴゴ・ゴー☆ジャス 2024 SUMMER
2024年8月16日に築地本願寺ブディストホールにて開催予定であったが、台風7号の影響による天候不良を考慮したため、開催中止。
ゲストにゴー☆ジャスが出演予定であった。
すごいよ☆花林ちゃん第4回党員集会
2025年3月15日に築地ブディストホールにて開催。ゲストは、昼の部に三上枝織と鈴木みのり、夜の部に鈴木絵理。